# Thorild: Tillika en filosofisk eller ofilosofisk bekännelse
Thorild: Tillika en filosofisk eller ofilosofisk bekännelse är en biografi av Erik Gustaf Geijer (1820) om vännen och författarkollegan Thomas Thorild, som avlidit tolv år tidigare.
Verket ledde till att Geijer anklagades och åtalades för "förnekande av den evangeliska läran", närmare bestämt förnekande av treenighetens personer. Geijer försvarade innehållet i sin text och fick sig helt frikänd ur den rättsliga processen.